# Astratel
Die ASTRATEL Radio- und Televisionsbeteiligungsgesellschaft ist eine deutsche Beteiligungsgesellschaft mit Sitz in München. Sie ist zu 100 % im Besitz der Tellux Beteiligungsgesellschaft, einem Teil der Tellux-Gruppe. In der Tellux-Gruppe sind die Medienaktivitäten der römisch-katholischen Kirche in Deutschland gebündelt. Astratel unterstützte die katholischen Bistümer in Ostdeutschland nach der Wende beim Aufbau einer Präsenz in den privaten Medien.
Die Geschäftsführer sind Martin Choroba und Volker Farrenkopf.

## Beteiligungen
Astratel ist laut KEK an folgenden Sendern und Radiounternehmen beteiligt:
- Bibel TV (12,75 %)
- Regiocast (~ 2,4 %)
- Antenne Mecklenburg-Vorpommern (~ 2,36 %)